# Штајнхаузен
Штајнхаузен је град у кантону Цуг у Швајцарској.

## Историја
Град се први пут помиње 1173. године под називом Штајнхузин.

## Становништво
Становништво је дато у следећој табели:
| Година | Становништво |
| ------ | ------------ |
| 1771.  | 389          |
| 1850.  | 490          |
| 1900.  | 443          |
| 1910.  | 470          |
| 1950.  | 1.078        |
| 1970.  | 4.138        |
| 1990.  | 7.207        |
| 2000.  | 8.801        |